# Shazad Latif

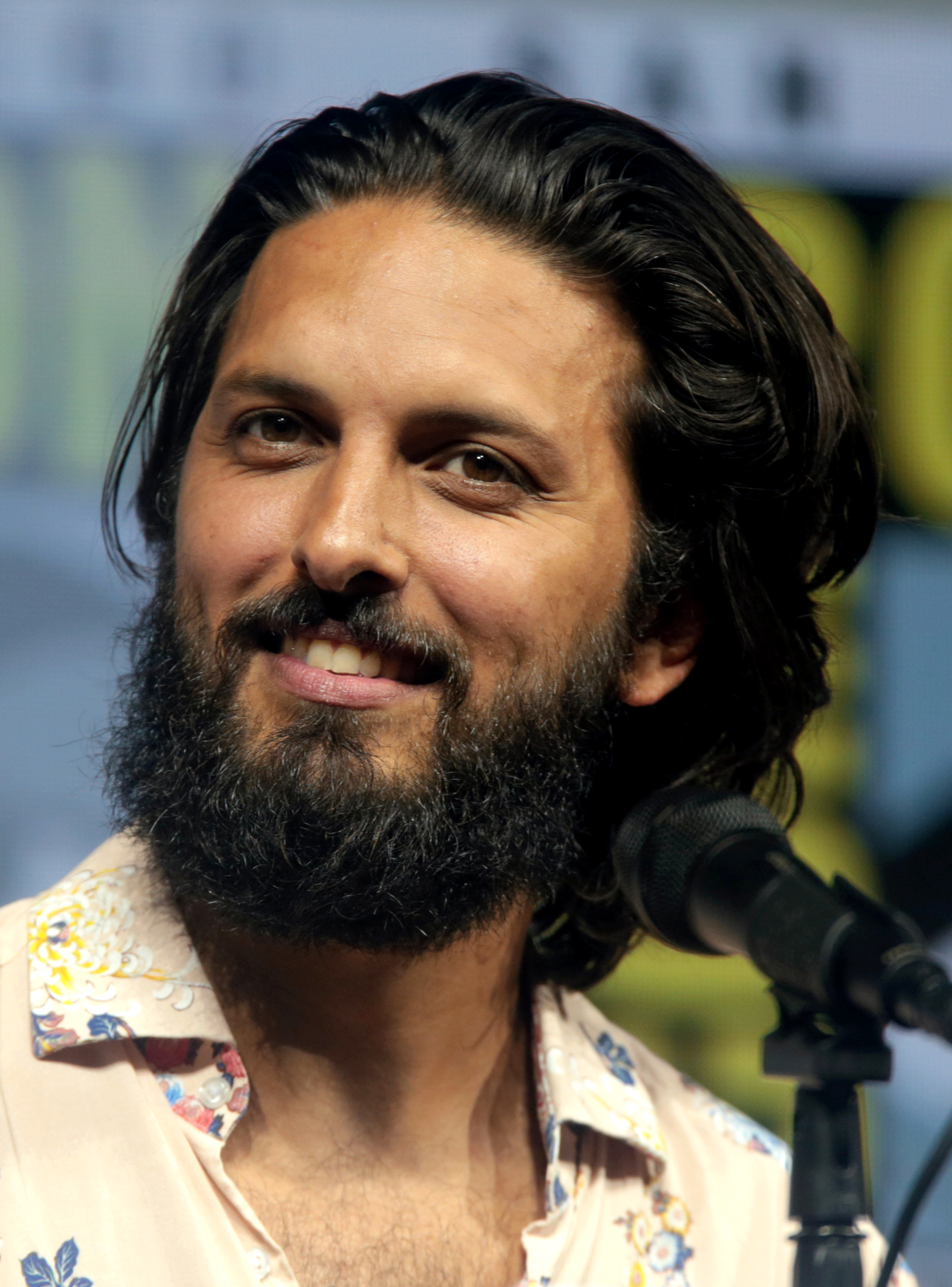
Shazad Latif bei der Comic-Con in San Diego im Juli 2018

Shazad Latif (* 15. Juli 1988 in London) ist ein britischer Schauspieler pakistanisch-schottischer Abstammung.

## Leben und Karriere
Shazad Latif wurde in der britischen Hauptstadt London geboren. Seine Vorfahren stammen aus Schottland und Pakistan. Latif wuchs in Tufnell Park, North London auf. Er studierte an der Theaterschule des Bristol Old Vic. Während seiner Studienzeit stand er für Theaterproduktionen, wie etwa von King Lear oder The School for Scandal auf der Bühne. Ein Jahr nachdem Latif eine Rolle in der britischen Fernsehserie Spooks – Im Visier des MI5 übernommen hatte, verließ er das Bristol Old Vic.
Seit 2009 ist Latif in Film und Fernsehen aktiv. Zwei Jahre lang hatte er die Rolle des technikversierten Tariq Masood in der Serie Spooks – Im Visier des MI5 inne. Es folgten Gastauftritte in Fresh Meat, Black Mirror oder Silk – Roben aus Seide, bevor er 2013 wiederkehrend als Dr. Nick Kassar in My Mad Fat Diary zu sehen war.
Von 2012 bis 2015 wirkte Latif in allen drei Staffeln der britischen Comedy-Serie Toast of London mit. Auch, wenn er nur eine Nebenrolle hatte, wurde seine Figur Clem Fandango in Großbritannien zum Kult, da er sich in jeder Episode als Running Gag den gleichen Dialog mit der Hauptfigur Steven Toast (Matt Berry) lieferte.
Zu seinen Filmauftritten gehören etwa Best Exotic Marigold Hotel 2, We Are Monster oder Die Poesie des Unendlichen. Nach seinem Engagement bei Spooks übernahm er von 2012 bis 2015 als Clem Fandango in der Serie Toast of London abermals eine tragende Rolle. 2016 folgte eine wiederkehrende Rolle als Dr. Jekyll in Penny Dreadful.
Von 2017 bis 2019 war Latif in der Science-Fiction-Serie Star Trek: Discovery als Lt. Ash Tyler in einer Hauptrolle zu sehen. Er spielte auch den Klingonen Voq, was jedoch erst in der 11. Folge bekannt wurde. Um dies bis dahin geheim zu halten, wurde im Abspann das Pseudonym Javid Iqbal angezeigt, welches Latif zu Ehren seines verstorbenen Vaters gewählt hatte.
2018 übernahm er eine Nebenrolle im Film The Commuter. 2019 folgten wiederkehrende Rollen in den Serien Departure und Der dunkle Kristall: Ära des Widerstands.
Latif lebt seit 2017 im Londoner Stadtteil Camden.

## Filmografie (Auswahl)
- 2009–2011: Spooks – Im Visier des MI5 (Spooks, Fernsehserie, 17 Episoden)
- 2010: The Silence (Mini-Serie, 3 Episoden)
- 2011: Fresh Meat (Fernsehserie, Episode 1x02)
- 2011: Black Mirror (Fernsehserie, Episode 1x01)
- 2012: Silk – Roben aus Seide (Silk, Fernsehserie, Episode 2x05)
- 2012–2015: Toast of London (Fernsehserie, 19 Episoden)
- 2013: My Mad Fat Diary (Fernsehserie, 5 Episoden)
- 2013: The Cop – Crime Scene Paris (Fernsehserie, Episode 1x07)
- 2013: Love Matters (Fernsehserie, Episode 1x05)
- 2014: We Are Monster
- 2015: Best Exotic Marigold Hotel 2
- 2015: Ordinary Lies (Fernsehserie, 4 Episoden)
- 2015: Die Poesie des Unendlichen (The Man Who Knew Infinity)
- 2016: Penny Dreadful (Fernsehserie, 8 Episoden)
- 2017: Still Star-Crossed (Fernsehserie, Episode 1x01)
- 2017–2019: Star Trek: Discovery (Fernsehserie, 25 Episoden)
- 2018: The Commuter
- 2018: Profile
- 2019: Departure (Fernsehserie, 6 Episoden)
- 2019: Der dunkle Kristall: Ära des Widerstands (The Dark Crystal: Age of Resistance Fernsehserie, 5 Episoden, Stimme)
- 2020: Verrückt nach Figaro (Falling for Figaro)
- 2021: The Pursuit of Love (Miniserie, 3 Episoden)
- 2022: Toast of Tinseltown (Fernsehserie, 5 Episoden)
- 2022: What’s Love Got to Do with It?
- 2024: Magpie